# وزارة الخارجية (العراق)
وزارة الخارجية بالعراق هي الوزارة المسؤولة عن إدارة العلاقات الخارجية العراقية. أُسّست عام 1924م.

## قائمة الوزراء
فيما يلي قائمة وزارة الخارجية العراق منذ عام 1924:

### مملكة العراق (1921-1958)
- 1925-1924: ياسين الهاشمي
- 1926-1925: عبد المحسن السعدون
- 1928-1926: جعفر العسكري
- 1929-1928: عبد المحسن السعدون
- من 28 من نيسان 1929 إلى 19 من أيلول 1929: توفيق السويدي
- من 19 من أيلول 1929 إلى 13 من تشرين الأول 1929: عبد المحسن السعدون
- 1930-1929: ناجي السويدي
- من 23 من آذار 1930 إلى 18 من تشرين الأول 1930: نوري السعيد (بالوكالة)
- 1931-1930: عبد الله الدملوجي
- 1932-1931: جعفر العسكري
- 1933-1932: عبد القادر رشيد
- 1934-1933: نوري السعيد (بالوكالة)
- من 21 من شباط 1934 إلى 18 من تموز 1934: عبد الله الدملوجي
- من الـ19 من تموز 1934 إلى 21 آب 1934: توفيق السويدي
- 1936-1934: نوري السعيد
- 1937-1936: ناجي الأصيل
- من الـ17 آب 1937 إلى الـ9 من تشرين الأول 1937: عباس مهدي (بالوكالة)
- 1938-1937: توفيق السويدي
- 1939-1938: نوري السعيد (بالوكالة)
- 1940-1939: علي جودت الأيوبي
- 1941-1940: نوري السعيد (بالوكالة)
- من 21 من كانون الثاني 1941 إلى 31 من كانون الثاني 1941: علي محمود الشيخ
- من 1 من شباط 1941 إلى 4 من شباط 1941: طه الهاشمي
- من 4 شباط 1941 إلى 13 نيسان 1941: توفيق السويدي
- من 13 نيسان 1941 إلى 29 أيار 1941: موسى الشابندر
- من 4 حزيران 1941 إلى 6 تشرين الأول 1941: علي جودت الأيوبي
- 1942-1941: صالح جبر (بالوكالة)
- من 11 شباط 1942 إلى 31 أيار 1942: عبد الله الدملوجي (بالوكالة)
- من 31 أيار 1942 إلى 3 تموز 1942: داود باشا الحيدري (بالوكالة)
- من 3 تموز 1942 إلى 3 تشرين الأول 1942: نوري السعيد (بالوكالة)
- 1943-1942: عبد الإله حافظ
- من 24 حزيران 1943 إلى 27 أيلول 1943: نصرت الفارسي
- من 27 أيلول 1943 إلى 19 كانون الثاني 1943: عبد الإله حافظ
- 1944-1943: محمود صبحي الدفتري
- 1945-1944: أرشد العمري
- 1946-1945: حمودي الباجه جي
- من 23 شباط 1946 إلى 21 أيار 1946: توفيق السويدي
- من 21 أيار 1946 إلى 30 أيار 1946: علي ممتاز الدفتري
- 1948-1946: محمد فاضل الجمالي
- من 29 كانون الثاني 1948 إلى 27 آذار 1948: حمدي الباجه جي
- من 27 آذار 1948 إلى 16 حزيران 1948: نصرت الفارسي
- من 26 حزيران 1948 إلى 20 تشرين الثاني 1948: مزاحم الباجه جي
- 1949-1948: علي جودت الأيوبي
- من 6 كانون الثاني 1949 إلى 18 آذار 1949: عبد الإله حافظ
- من 18 آذار 1949 إلى 17 أيلول 1949: محمد فاضل الجمالي
- من 17 أيلول 1949 إلى 6 كانون الأول 1949: شاكر الوادي
- 1950-1949: مزاحم الباجه جي
- من 5 شباط 1950 إلى 15 أيلول 1950: توفيق السويدي
- 1951-1950: شاكر الوادي
- من 6 شباط 1951 إلى 15 تموز 1951: توفيق السويدي
- 1952-1951: شاكر الوادي
- من 12 تموز 1952 إلى 22 كانون الأول 1952: محمد فاضل الجمالي
- من 29 كانون الثاني 1953 إلى 17 أيلول 1953: توفيق السويدي
- 1954-1953: عبد الله بكر
- من 8 آذار 1954 إلى 29 نيسان 1954: موسى الشابندر
- من 29 نيسان 1954 إلى 8 آب 1954: محمد فاضل الجمالي
- 1955-1954: موسى الشابندر
- 1957-1955: برهان الدين باش أعيان
- من 20 حزيران 1957 إلى 12 كانون الأول 1957: علي ممتاز الدفتري
- من ؟ إلى 15 كانون الأول 1957: علي جودت الأيوبي
- 1959-1957: برهان الدين باش أعيان
- من 3 مايو 1958 إلى 14 مايو 1958: محمد فاضل الجمالي
- من 18 مايو 1958 إلى 14 يوليو 1958: توفيق السويدي

### الجمهورية العراقية (1958-1968)
- 1959-1958: عبد الجبار الجومرد
- 1963-1959: هاشم جواد
- 1963: طالب شبيب
- 18 نوفمبر 1963-20 نوفمبر 1963: صالح مهدي عماش
- 1964-1963: صبحي عبد الحميد
- 1965-1964: ناجي طالب
- 6 نوفمبر 1965-11 ديسمبر 1965: عبد الرحمن البزاز
- 1967-1965: عدنان الباجه جي
- 1968-1967: إسماعيل خير الله (التمثيل)

### حزب البعث العراقي (1968-2003)
- 18 يوليو 1967 - 30 يوليو 1968: ناصر الهاني
- 1968–1971: عبد الكريم الشيخلي
- 1971: راشد الرفاعي
- 1974-1971: مرتضى سعيد عبد الباقي الحديثي
- 23 يونيو 1974-20 أكتوبر 1974: شاذل طاقة
- 20 أكتوبر 1974 – 11 نوفمبر 1974: هشام الشاوي (التمثيل)
- 1983-1974: سعدون حمادي
- 1991-1983: طارق عزيز
- 1992-1991: أحمد حسين خضير السامرائي
- 2001-1992: محمد سعيد الصحاف
- 2001: طارق عزيز (التمثيل)
- 2003-2001: ناجي صبري

### جمهورية العراق (2003-حتى الآن)
- 2003: محمد امين احمد (رئيس اللجنة التوجيهية)
- 2003: غسان حسين (رئيس اللجنة التوجيهية)
- 2014-2003: هوشيار زيباري
- 2014: حسين الشهرستاني (التمثيل)
- 2018-2014: إبراهيم الجعفري
- 2020-2018: محمد علي الحكيم
- 2020- حتى الآن: فؤاد حسين (وزير الخارجية في الحكومة الإنتقالية 2020-2021)

## وصلات خارجية
- صفحة وزارة الخارجية العراقية على موقع التواصل الاجتماعي فيس بوك
- حساب وزارة الخارجية العراقية على موقع التواصل الاجتماعي تويتر